# Zonitis rustica
Zonitis rustica es una especie de coleóptero de la familia Meloidae.

## Distribución geográfica
Habita en el sur de Australia.